# لابواي (أيداهو)
لابواي (بالإنجليزية: Lapwai)‏ هي مدينة أمريكية تقع في ولاية أيداهو. تبلغ مساحة هذه المدينة 2 (كم²)،ويبلغ عدد سكانها 1137 نسمة حسب إحصاء سنة 2010 م 1137.تشير إحصاءات سنة 2000م بأن الكثافة السكانية في هذه المدينة تقدر بـ(566.4) نسمة/كم2

## التركيبة السكانية
قام مكتب تعداد الولايات المتحدة بتحديد بيانات التركيبة السكانية للابواي في تعداد الولايات المتحدة. في ما يلي، التركيبة السكانية حسب تعدادي 2000 و2010.

### تعداد عام 2000
بلغ عدد سكان لابورت 145 نسمة بحسب تعداد عام 2000، وبلغ عدد الأسر 57 أسرة وعدد العائلات 38 عائلة مقيمة في المدينة. في حين سجلت الكثافة السكانية 208.1 نسمة لكل ميل مربع (80.3/كم2). وبلغ عدد الوحدات السكنية 79 وحدة بمتوسط كثافة قدره 113.4 نسمة لكل ميل مربع (43.8/كم2).
وتوزع التركيب العرقي للمدينة بنسبة 95.86% من البيض و0.69% من الأمريكيين ذوي الأصول الآسيوية و1.38% من الأمريكيين الأفارقة و2.07% من عرقين مختلطين أو أكثر.
بلغ عدد الأسر 57 أسرة كانت نسبة 42.1% منها لديها أطفال تحت سن الثامنة عشر تعيش معهم، وبلغت نسبة الأزواج القاطنين مع بعضهم البعض 49.1% من أصل المجموع الكلي للأسر، ونسبة 15.8% من الأسر كان لديها معيلات من الإناث دون وجود شريك، وكانت نسبة 31.6% من غير العائلات. تألفت نسبة 24.6% من أصل جميع الأسر من أفراد ونسبة 12.3% كانوا يعيش معهم شخص وحيد يبلغ من العمر 65 عاماً فما فوق. وبلغ متوسط حجم الأسرة المعيشية 3.03، أما متوسط حجم العائلات فبلغ 2.54.
بلغ العمر الوسطي للسكان 32 عاماً. وكانت نسبة 31.7% من القاطنين تحت سن الثامنة عشر، وكانت نسبة 11.7% بين الثامنة عشر والأربعة وعشرون عاماً، ونسبة 22.8% كانت واقعةً في الفئة العمرية ما بين الخامسة والعشرين حتى الرابعة والأربعين عاماً، ونسبة 19.3% كانت ما بين الخامسة والأربعين حتى الرابعة والستين، ونسبة 14.5% كانت ضمن فئة الخامسة والستين عاماً فما فوق. يوجد لكل 100 أنثى 110.1 ذكر، ويوجد لكل 100 أنثى في الثامنة عشر من عمرها فما فوق 110.6 ذكر.
بلغ متوسط دخل الأسرة في المدينة 28,500 دولار، أما متوسط دخل العائلة فبلغ 35,500 دولار. وكان متوسط دخل الذكور 27,083 دولار مقابل 15,000 دولار للإناث. وسجل دخل الفرد الخاص بالمدينة 13,412 دولار.

### تعداد عام 2010
بلغ عدد سكان لابواي 1,137 نسمة بحسب تعداد عام 2010، وبلغ عدد الأسر 369 أسرة وعدد العائلات 272 عائلة مقيمة في المدينة. في حين سجلت الكثافة السكانية 1,421.3 نسمة لكل ميل مربع (548.8/كم2). وبلغ عدد الوحدات السكنية 397 وحدة بمتوسط كثافة قدره 496.3 لكل ميل مربع (191.6/كم2).
وتوزع التركيب العرقي للمدينة بنسبة 16.6% من البيض و78.1% من الأمريكيين الأصليين و0.1% من الأمريكيين ذوي الأصول الآسيوية و0.4% من الأمريكيين الأفارقة و4.1% من عرقين مختلطين أو أكثر.
بلغ عدد الأسر 369 أسرة كانت نسبة 46.9% منها لديها أطفال تحت سن الثامنة عشر تعيش معهم، وبلغت نسبة الأزواج القاطنين مع بعضهم البعض 35.2% من أصل المجموع الكلي للأسر، ونسبة 26.8% من الأسر كان لديها معيلات من الإناث دون وجود شريك، بينما كانت نسبة 11.7% من الأسر لديها معيلون من الذكور دون وجود شريكة وكانت نسبة 26.3% من غير العائلات. تألفت نسبة 22.8% من أصل جميع الأسر من أفراد ونسبة 8.7% كانوا يعيش معهم شخص وحيد يبلغ من العمر 65 عاماً فما فوق. وبلغ متوسط حجم الأسرة المعيشية 3.58، أما متوسط حجم العائلات فبلغ 3.08.
بلغ العمر الوسطي للسكان 30.8 عاماً. وكانت نسبة 31.4% من القاطنين تحت سن الثامنة عشر، وكانت نسبة 10.9% بين الثامنة عشر والأربعة وعشرون عاماً، ونسبة 23.9% كانت واقعةً في الفئة العمرية ما بين الخامسة والعشرين حتى الرابعة والأربعين عاماً، ونسبة 24.6% كانت ما بين الخامسة والأربعين حتى الرابعة والستين، ونسبة 9.3% كانت ضمن فئة الخامسة والستين عاماً فما فوق. وتوزع التركيب الجنسي للسكان بنسبة 48.7% ذكور و51.3% إناث.